# Середньобілоруські говірки

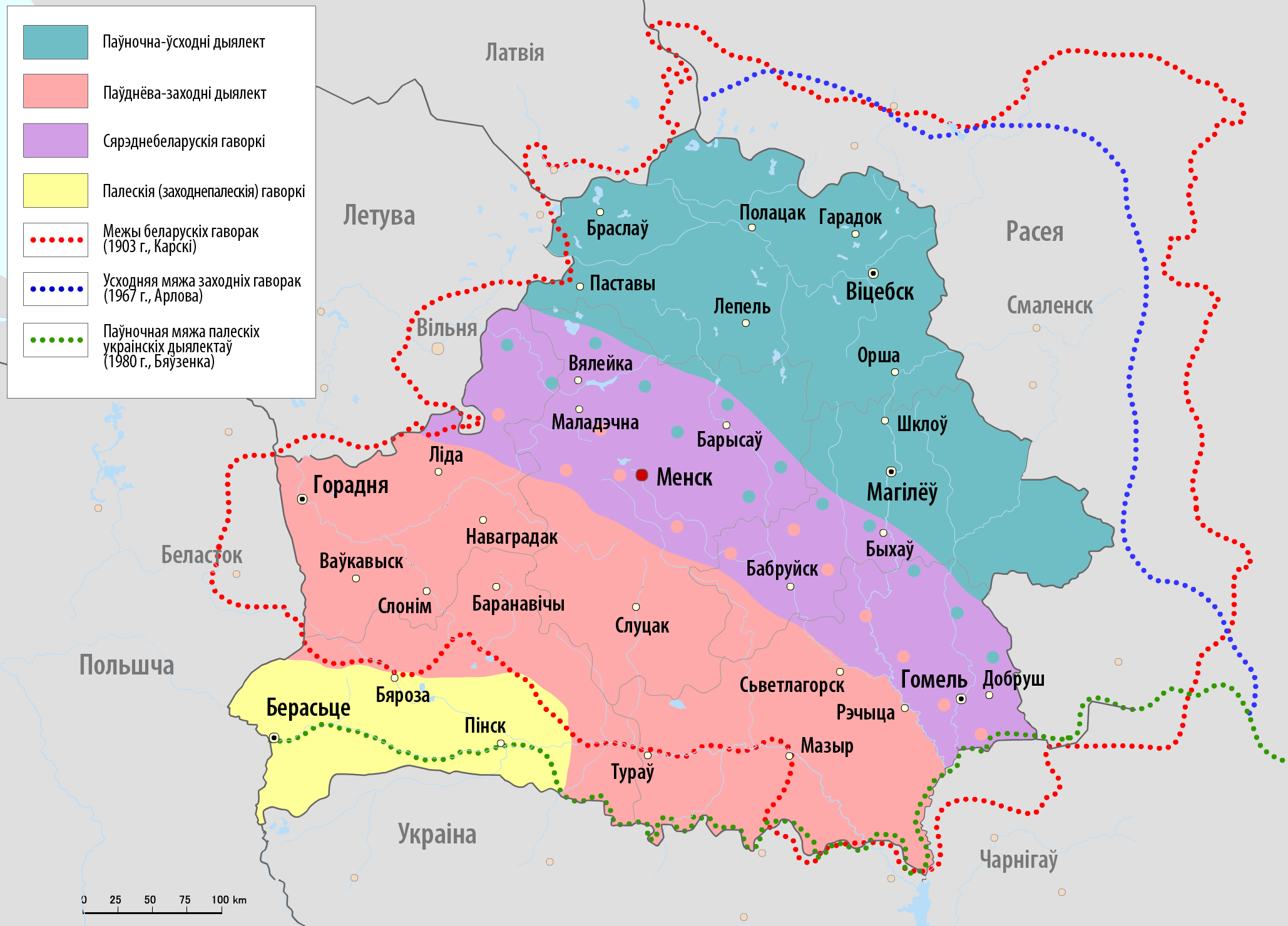
Середньобілоруські говірки на карті діалектів білоруської мови

Середньобілоруські говірки (біл. Сярэднебеларускія гаворкі; Siaredniebiełaruskija havorki) — білоруські перехідні говори, у яких поєднуються окремі риси, властиві сусіднім з ними північно-східному і південно-західному діалектам. Поширені в центральних і частині північно-західних і південно-східних районів Білоруси. Середньобілоруські говірки (перш за все району навколо Мінська) лежать в основі сучасної літературної білоруської мови.

## Область поширення та діалектні зони
Територія, на якій розміщуються середньобілоруські говірки, перетинає Білорусь широкою смугою з північного заходу через центральні райони на південний схід, охоплюючи при цьому північну і центральну частини Мінської області, північно-східну частину Городнянської області, південно-західні райони Могилівської області і північно східні райони Гомельської області. Говори середньобілоруського типу з рисами перехідности до південноросійських відзначаються також на території Росії на заході Брянської області. На півночі і північному сході середньобілоруські говірки межують з областю поширення північно-східного діалекту білоруської мови, на сході — з говорами Західної групи южнорусского прислівники, на південному сході — з говорами північного діалекту української мови, на північний захід від них розташовані говірки південно-західного діалекту білоруської мови, а на північний захід — область поширення польської і литовської мов.
Територія поширення середньобілоруських говірок повністю входить в ареал центральної діалектної зони, що поєднує їх з більшою частиною говірок південно-західного діалекту. На захід від Мінська середньобілоруські говірки охоплюються північно-західними і західними діалектними зонами, на схід від Мінська — південно-східними і східними діалектними зонами. Західна діалектна зона об'єднує західні середньобілоруські говірки з говорами заходу північно-східного і заходу південно-західного діалектів, а також з усіма поліськими говірками. Східна і південно-східна діалектні зони об'єднують східні середньобілоруські говірки з говорами сходу і центру північно-східного і сходу південно-західного діалектів (з урахуванням того, що південно-східна діалектна зона не охоплює центральні говори північно-східного діалекту).

## Особливості говірок
Середньобілоруські говірки характеризуються поєднанням в них рис, притаманних північно-східному і південно-західному діалектам, власні мовні явища в даних говірках поширені рідко, і, як правило, не охоплюють всієї території, яку займають середньобілоруські говірки.

### Фонетика

#### Вокалізм
1. Наявність як шестифонемної системи вокалізму (головним чином в північній і західній частинах території говірок), характерною для літературної мови і північно-східного діалекту, що включає голосні /i/, /ɨ/, /ɛ/, /a/, /u/, /ɔ/[6], так і восьмифонемної системи (головним чином в південній і східній частинах території говірок), що включає додатково голосні фонеми верхньо-середнього піднесення /ê/ (/і͡е/), /ô/ (/у͡о/)[7].
2. Вимова /a/ як /ɔ/ в позиції перед /w/: зо́ўтра, про́ўда, казо́ў, насто́ўн'ік і т. д. у ряді говірок центральних районів Мінської області[8].
3. Ненаголошений вокалізм після твердих приголосних. Переважання недисімілятивного акання (вимови /a/ в першому предударном складі перед усіма наголошеними голосними) в південній частині середньобілоруських говірок, як і в південно-західному діалекті. У північних районах Мінської області і північно-східних районах Гомельської області відзначається диссимилятивне акання (вимова /a/ в першому переднаголошеному складі перед наголошеними /ɨ/, /ɛ/, /u/, /ɔ/: травíца; на траве́, вад'е́; травы́, вады́; траву́, траво́й, і вимова ненаголошеного ъ (ы) відповідно /a/ в положенні перед ударним /a/ : тръва́ (трыва́), въда́ (выда́), як і в північно-східному діалекті[9].
4. Ненаголошений вокалізм після м'яких приголосних. Переважання неповного недисімілятивного якання (вимова /’a/ в першому переднаголошеному складі перед усіма наголошеними голосними: в'асна́, з'амл'а́, і вимова /’ɛ/ в другому і наступних переднаголошених, а також в післянаголошених складах: с'ерада́, в'ерабе́й, з'ел'енава́ты, во́с'ен’, в'е́ц'ер[10][11]. У північних районах Мінської області і в північно-східних районах Гомельської області зустрічається дисімілятивно якання білоруського типу (вимова /’a/ в першому переднаголошеному складі перед наголошеними голосними /i/, /ɨ/, /ɛ/, /u/, /ɔ/:на з'амлí, н'асí; з'амл'у́, н'асу́; под з'амл'о́й; з'амл'е́, і вимова /’i/ перед наголошеним /a/: зімл'а́, нісла́), як і в північно-східному діалекті.[12] Ареал недисімілятивного (сильного) якання присутній на території західної частини Брянської області[13][14].

#### Консонантизм
1. Вимова, як і в говорах південно-західного діалекту, твердого приголосного звука /r/ на відміну від м'якого /rj/ в говорах північно-східного діалекту і в деяких поліських говорах: рабіна (рябина).
2. Дзекання і цекання (вимова африкатів /d͡z̞/ і /t͡s̞/ на місці /d̪j/ і /t̪j/), як і в літературній мові і в усіх говірках: дз'ен’, дзі́ва, цен’, ці́хі[2]. Вимова м'яких /d̪j/ і /t̪j/ зустрічається тільки в поліських говорах і в південних говорах на кордоні з Україною[15][16].
3. Вимова твердих шиплячих /ʂ/, /ʐ/, /ʈ͡ʂ/, /d͡ʐ/, /t͡s̞/ (не з /t̪j/), як і в літературній мові і в усіх говірках: жыла́, шыц’, чытац’, пчала́[17], крім деяких говірок Полісся[16].
4. Вимова дзвінкого м'якопіднебінного фрикативного приголосного /ɣ/, як і в літературній мові і в усіх говірках.
5. Наявність протетичного /v/ перед губними голосними, як і в літературній мові і в усіх говірках: во́ка, во́с'ен’, ву́л'ей, ву́л'іца. Дане явище широко поширене в російських діалектах південно-західної діалектної зони[18].

### Морфологія

#### Іменник
1. Вживання в знахідному від. неживих іменників чоловік. роду од. числа форми родового від.: дай ножа́, огурка́. Дане явище поширене також в південно-західному діалекті[19].
2. Наявність кличного від.: бра́ц'е, дру́жа, сы́нку, ба́ц'ко, ма́мо, с'е́стро, Га́л'у і т. д., як і в південно-західному діалекті[20].
3. Форми орудного від. іменників од. жін. роду типу мыш із закінченням -ай, -эй, -ой: мы́шай, мы́шэй, мышо́й і т. д. в деяких говорах півночі Городнянської і сходу Гомельської областей[21].
4. Закінчення -і (-ы) одухотворених іменників мн. числа в знахідному від.: гадава́ла сыны́, пас'е́ каро́вы, половы́ў мы́шы і т. д. як і в говорах південно-західного діалекту[22].
5. Закінчення -амы в деяких середньобілоруських говірках в іменників мн. в формі орудного від.: рука́мы, ваза́мы, вуша́мы, акул'а́рамы і т. д.[22]
6. Творення іменників, що позначають молоді істоти, за допомогою закінчень -а та -о, як і в південно-західному діалекті: ц'ал'а́, дз'іц'а́ и ц'ал'о́, дз'іц'о́ і т. д. на відміну від форм північно-східного діалекту (дз'іц'о́нык, йагн'о́нак і т. д.), а також деяких говірок Городнянської і Брестської областей (парс'у́к, ц'ал'у́к і т. д.). У непрямих відмінках для даних іменників вживаються форми аб ц'ал'у́, парас'у́ на відміну від форм південно-західного діалекту: ц'ал'а́ц'і, парас'а́ц'і, йагн'а́ц'і[23].